# Џејмс Клерк Максвел
Џејмс Клерк Максвел (енгл. James Clerk Maxwell; Единбург, 13. јун 1831 — Кембриџ, 5. новембар 1879), био је шкотски физичар и математичар.  Максвел је, истражујући везу између електрицитета и магнетизма, према Фарадејевој идеји, закључио да су истог феномена, таласне природе, чија је брзина равна брзини светлости (3.0 × 108 m/s) и да је видљива светлост електромагнетне природне радијације. Такође је тврдио да су инфрацрвена и ултраљубичаста светлост међусобно исте природе. Ову тврдњу Максвела потврдио је убрзо, 1888, Хајнрих Рудолф Херц.
Максвел је 1864. публиковао динамичку теорију електричног поља, којом је понуђено математичко објашњење електромагнетизма, данас познате као Максвелове једначине. Он се, такође, бавио истраживањима термодинамике кретања молекула гасова, из чега је произашао закон дистрибуције по Максвел-Болцману, који објашњава настанак топлоте услед кретања молекула. Максвел је, поред тога, 1861. произвео прву колор фотографију. И у доменима астрономије утврдио је да су сатурнови прстенови састављени од безброј малих тела, која складно, у правилном међусобном распореду, ротирају око Сатурна. Максвел је 1871. основао Кевендишеву лабораторију на Универзитету Кембриџ, где је служио као истакнути професор физике. Рано је добио рак и умро је у 48. години живота. У научном свету Максвел је перципиран као најбољи физичар после Њутна.

## Биографија

### Ране године (1831—1839)
[[Датотека:MaxwellBoltzmann-en.svg|мини|десно|200п|Максвелов закон расподеле који одређује расподелу вероватноће брзина молекула у племенитим гасовима на температури 25 °-{C]- (298,15 ).]]
Џејмс Клерк Максвел рођен је 13. јуна 1831. у Единбургу. Отац му је био Џон Клерк, адвокат по струци, а мајка Францис Кеј. Максвелов отац је био из породице Клерка од Пеникуика, Мидлотијана, породице која је била носитељ титуле баронета Клерка од Пеникуика. Његов брат био је 6. Баронет. Рођен као Џон Клерк, своме презимену је додао Максвел након што је наследио имање у Мидлбију, Киркудбриџшир, преко веза са породицом Максвел, која је такође била део перства. Џејмс је био први рођак знамените уметнице из 19. века Џемиме Блекберн.
Максвелови родитељи нису се срели и оженили све до њихових тридесетих година, што је било врло неуобичајено за то време. Мајка му је имала готово 40 година када се он родио. Имали су и једно дете пре њега, кћерку Елизабету, које је умрла у дојеначком узрасту. Док је био млад, Максвелова породица одселила је у кућу Гленлер, коју је његов отац изградио на имању Мидлби од 1500 акера (6,1 km²). Бројни показатељи указују да је од најранијег доба Максвел показивао незаситну знатижељу.

### Образовање (1839—1847)
Препознавши потенцијал у дечаку, мајка је преузела његово образовање у своје руке, као што је био и обичај у то време. Она се разболела од тумора у трбуху, и након неуспешне операције преминула је у децембру 1839. када је Максвел имао само осам година. Џејмсово образовање је затим надгледао Џон Максвел и супруга његовог брата Џејн, који су обоје имали кључне улоге у његовом животу.
Формално образовање почело је неуспешно, под надзором шеснаестогодишњег тутора којег је довео отац. У новембру је отац отпустио тутора, те је Џејмса послао у угледну Единбуршку академију (енгл. Edinburgh Academy). У време испита становао је у кући тетке Изабеле, где је уз охрабривање старије рођаке Џемиме, развио страст за цртањем.
Десетогодишњи Максвел, који је током целокупног дотадашњег периода одрастања и одгајања био изолован на очевом имању није се добро уклапао у школу. Како је прва година била попуњена, морао је придружити другој години са децом која су била годину дана старија од њега. Његови манири и нагласак деловали су осталим дечацима рустичним, те је први дан када се појавио у ципелама направљеним код куће и у туници, добио надимак Дафти. Тај надимак задржао се неколико година, а сам Џејмс није за њега превише марио. Друштвена изолације у школи завршила се тако што је упознао Луиса Камбела и Питера Гатријаа Тејта, двојицу вршњака који су такође касније постали познати научници, а с којима је остао пријатељ до краја живота.
Максвел је од ране младости добио фасциниран геометријом. Многи његови таленти су у почетку остали неоткривени иако је на другој години почео освајати школске награде. Тек када је у узрасту од 13 година освојио школску математичку медаљи и прву награду за енглески језик и прво награду за песништво, примећен је његов рад.
Максвелова занимања надилазила су школски програм, те није превише бринуо за успех на испитима. Први научни рад написао је у доби од 14 година. У њему је описао механички начин цртања математичких кривуља са комадом канапа, те описао својства елипси, Картезијевих овала и сличних кривих уз помоћ два жаришта. Његов рад на овалним кривама, представио је професор Џејмс Форбс Краљевском друштву у Единбургу. Максвела су сматрали премладим за такав рад, и његов рад није био потпуно изворан. Декарт је описивао криве у 17. веку, али је Максвел је поједноставио конструкцију.

### Универзитет Единбурга (1847—1850)
Академију је напустио 1847. када је имао 16 година, те је почео да похађа предавања на Универзитету у Единбургу. Имао је могућност похађања Универзитета у Кембриџу, што је одбио док не заврши колегије у Единбургу.
На универзитету је Џејмс имао бројне знамените предаваче. Тако је Сер Вилијам Хамилтон предавао логику и метафизику, Филип Келанд математику, а Џејмс Форбс природну филозофију. Максвелу предавања нису била презахтевна, те је имао времена да се посвети властитом проучавању, када је био слободан од универзитета, нарочито у свом дому у Гленлеру. Тамо је изводио експерименте са импровизованим хемијским, електричним, магнетским уређајима, а главни предмет занимање су му била питања својства поларизованог светла. Од блокова желатина, које је изложио различитим напрезањима, и са паром поларизујућих призми које му је дао познати научник Вилијам Никол, посматрао је обојене траке које су настајале у желеу. Кроз овај експеримент Максвел је открио фотоеластичност.
При узрасту од 18 година Максвелл је написао два рада за Краљевско друштво. У једном од њих поставио је основу за касније важно откриће привремене дволомности у вискозних течности под притиском. Максвела су опет сматрали премладим да сам излаже у Краљевском друштву, те је рад представио његов тутор Келанд.

### Универзитет Кембриџа (1850 – 1856)
У октобру 1850. као већ доказан математичар, Максвел је напустио Шкотску те дошао у Кембриџ. Иако је првотно кренуо на факултет Питерхаус, брзо је прешао у Тринити колеџ, где је веровао да ће лакше доћи до положаја сарадника (енгл. fellowship; слично положају асистента на универзитету). Убрзо је изабран у елитно тајно друштво Cambridge Apostles. У новембру 1851, Максвел је учио код познатог професора Вилијама Хопкинса. Значајан део једначина из електромагнетизма потиче из тога времена. Године 1854. дипломирао је математику, као други у генерацији, те одмах након дипломе пред Филозофским друштвом Кембриџа, представио је свој рад о трансформацији површине савијањем. Био је то један од његових ретких чисто математичких радова. Након дипломирања одлучио је да остане на факултету Тринити, те се пријавио за место сарадника, које је очекивао да ће добити тек за неколико година, као што је било уобичајено. То време је намеравао да посвети властитим научним интересима уз понешто обавеза испитивања и туторства.
Максвел је постао сарадник (асистент) 10. октобра 1855, знатно брже него очекивано, те је замољен да припреми предавања и испите из хидростатике и оптике. Следећег фебруара Форбс га је замолио да са пријави на отворено место професора природне филозофије на факултету Маришал у Абердину. Отац му је помагао у прикупљању референци потребних за такво место, али је умро 2. априла у Гленлеру пре него што је сазнао резултате кандидатуре. Максвел је прихватио место, те напустио Кембриџ у новембру 1856.

### Универзитет Абердин (1856—1860)
Максвел је био 15-ак година млађи од свих професора на факултету Маришалу. Потпуно се предао новим задацима као шеф одељења, припремајући градиво и предавања, те предајући 15 сати недељно уз бесплатна предавања за локалном училишту за раднике. Током шест месеци школске године живео је у Абердину док је љета проводио на Гленлеру, који је наследио од оца. Посветио се решавању проблема које научници нису могли да објасне 200 година: природи сатурнових прстенова. Било је непознато како остају стабилни без распадања, без одвајања или рушења на планету. Проблем је био одабран као тема за 1857. за доделу награде Адамс коју додељује Ст Џонов колеџ из Кембриџа.
Максвел је посветио две године решавању проблема, те је доказао да чврсти прстен не би био стабилан, а текући прстен би таласи претворили у кугле. Како нити једна од наведених појава није примећена, Максвел је закључио да се прстенови морају састојати од бројних малих честица, при чему свака независно кружи око Сатурна. Максвел је добио 130 фунти награде Адамс за свој рад. Његов рад сматран је објашњењем појаве прстена све док прелети летелице програма Војаџер 1980-их нису потврдили његова предвиђања.
Године 1857. Максвел се спријатељио са свештеником Даниелом Дуером, преко којег је упознао његову керку Катарину Мари Дуер. Заручили су се у фебруару 1858. и вјенчали у Абердину 2. јуна 1858.
Године 1860. факултет Маришал удружио се са суседним факултетом Кингс колеџ, те је тако настао Универзитет у Абердину. Након спајања није било места за два професора природне филозофије, те је Максвел, упркос својој научној репутацији био отпуштен. Покушао је да се пријави за место у Единбургу, које се појавило након одласка Форбес, међутим додељено је Тејту. Максвел је добио место у Лондону на Кингс колеџу. Након што се опоравио од тешког случаја богиња у лето 1860. са супругом се запутио у Лондон.

### Лондон Кингс колеџ (1860—1865)
Време проведено у Лондону сматра се најпродуктивнијим у Максвеловој каријери. За рад на бојама 1860. Краљевско друштво му је доделило Рамфордову медаљу, а 1861. постао је члан Краљевског друштва. Максвел је често слушао предавања у Краљевском друштво, те тако дошао у редован контакт са Мајклом Фарадејом, који је био 40 година старији од Максвела и у то време показивао знакове сенилности.
Максвел је у то време учинио значајне напретке у подручју електрицитета и магнетизма. Испитивао је природу електричног и магнетског поља те у дводелном раду објављеном 1861. доказао концептуални модел електромагнетне индукције. Два додатна дела рада објављена су у раном делу 1862. У првом је расправља о природи електростатике и струје помака. Завршни део односио се на ротацију равни поларизације светла у магнетском пољу, појаву који је открио Фарадеј и који се данас назива Фарадејов учинак.

### Касне године
Године 1865. Максвел је одступио са места на Универзитету Кингс колеџа, те се са супругом Катарином преселио у Гленлер. Године 1871. постао је први Кавендишов професор физике на Кембриџу. Задужен је за опремање Кавендишових лабораторија, вредним уређајима, што је спонзорирао Вилијам Кавендиш, 7. војвода од Девоншира. Преминуо је 5. новембра 1879. у доби од 48 година од последица тумора трбушне шупљине, као и његова мајка. Сахрањен је у насељу Партон, у близини града Касл Даглас, у Шкотској.
Максвелов колега и пријатељ Луис Камбел, издао је 1882. његову биографију The Life of James Clerk Maxwell, и колекцију његових песама.

## Доприноси

### Максвелове једначине
Најзначајнији Максвелов рад је у области електрицитета. Његов најважнији допринос је проширење и математичка формулација ранијих радова о електрицитету и магнетизму Мајкла Фарадеја, Андре-Марија Ампера и других у повезани сет диференцијалних једначина. Ове једначине, познате и као Максвелове једначине су први пут показане Краљевском друштву 1864. и описују понашање и везе електричног и магнетног поља, као и њихову интеракцију са материјом.
Максвел једначине су предвиделе постојање таласа од осцилујућих електричних и магнетних поља које путују кроз празан простор брзином која се може добити из простих електричних експеримената; користећи податке доступне у то време, Максвел је добио брзину од 310.740.000 m/s.
Показало се да је Максвел био у праву и његова квантитативна веза између светлости и електромагнетизма се сматра једним од највећих тријумфа физике 19. века.

### Максвелов закон расподеле
Максвелов закон расподеле закон је статистичке механике који одређује расподелу вероватноћа брзина молекула у гасу зависно од температуре. У некој запремини гаса молекули могу попримити све могуће брзине, али према Максвелову истраживању постоји увек одређена брзина која је најверојатнија при одређеној температури, и највећи број молекула у гасу има управо брзине блиске тој брзини. Према том закону расподеле видљиво је колико молекула у просеку отпада на поједину могућу брзину. С порастом температуре постаје и најверојатнија брзина све већа, тако да је просечна брзина којом се крећу молекули у врелом гасу већа него просечна брзина молекула у гасу при нижој температури.

### Максвелове диференцијалне једначине
Максвелове диференцијалне једначине основне су једначине електродинамике које изражавају повезаност електричног и магнетског поља те описују начин њихова мењања у вакууму. Према њима, довољно је познавати у неком тренутку електрично и магнетско поље у простору да би се једнозначно могао одредити временски ток поља у будућности:
{\displaystyle {\begin{aligned}\nabla \cdot \mathbf {E} &=0\quad &\nabla \times \mathbf {E} &=-{\frac {\partial \mathbf {H} }{\partial t}},\\\nabla \cdot \mathbf {H} &=0\quad &\nabla \times \mathbf {H} &={\frac {1}{c^{2}}}{\frac {\partial \mathbf {E} }{\partial t}}.\end{aligned}}}
где је: H - вектор магнетског поља, E - вектор електричног поља, c - брзина ширења промене, односно брзина светлости, t - време.

### Максвелова једначина за индекс лома
Максвелова једначина за индекс лома релација је која повезује реални део индекса лома n с релативном диелектричном пермитивношћу  и релативне магнетске пермеабилности  средине у којој се светлост шири:
{\displaystyle n={\sqrt {\varepsilon _{\mathrm {r} }\cdot \mu _{\mathrm {r} }}}}

## Оставштина
Његово име поштује на неколико начина:
- Максвел (Mx), изведена јединца за мерење магнетног флукса[7]
- Џејмс Клерк Максвелова награда за физику плазме Америчког физичког друштва[8]
- IEEE Максвелова награда
- Максвел монтес, планински ланац на Венери[9]
- Максвелов међупростор у сатурновим прстеновима[10]
- Џејмс Клерк Максвелов телескоп, највећи астрономски телескоп субмилиметарске-таласне дужине на свету, са пречником од 15 m ][11]
- Џејмс Клерк Максвелова зграда Универзитета у Единбургу, у којој су школе за математику, физику и метеорологију[12]
- Џејмс Клерк Максвелова зграда у Ватерло кампусу Кингс колеџа у Лондону, катедра за физику, и друштво за додипломске физичаре су именовани по њему на овом универзитету.[13]
- Џејмс Клерк Максвелов научни центар Единбуршке академије[14]
- Максвелов центар Универзитета у Кембриџу, посвећен академско индустријским интеракцијама у физичким наукама и технологији.[15]
- Статуа на Единбуршкој улици George Street[16]
- произвођач Nvidia је назвао архитектуру своје GeForce 900 серије по Максвелу[17]

## Радови
- Maxwell, James Clerk (1873), A treatise on electricity and magnetism Vol I, Oxford : Clarendon Press
- Maxwell, James Clerk (1873), A treatise on electricity and magnetism Vol II, Oxford : Clarendon Press
- Maxwell, James Clerk (1881), An Elementary treatise on electricity, Oxford : Clarendon Press
- Maxwell, James Clerk (1890), The scientific papers of James Clerk Maxwell Vol I, Dover Publication
- Maxwell, James Clerk (1890), The scientific papers of James Clerk Maxwell Vol II, Cambridge, University Press
- Maxwell, James Clerk (1908). Theory of heat. Longmans Green Co.[18]